# Université nationale de Séoul
Ne doit pas être confondu avec Université de Séoul.
L'université nationale de Séoul (en coréen, 서울대학교 Seoul Daehakkyo "Université de Seoul", en anglais : Seoul National University, ou SNU par abréviation) est une université nationale coréenne située à Séoul, la capitale de la Corée du Sud, fondée le 22 août 1946.

## Histoire

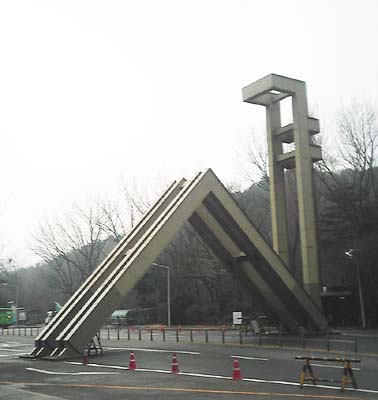
L'entrée de l'université nationale de Séoul

À l'origine de l'université nationale de Séoul on trouve plusieurs institutions d'éducation créées par roi Kojong de la période Joseon. Le roi Kojong est à l'initiative de l'établissement des institutions pour l'éducation moderne. En 1895, l'école de droit Beopkwan yangseongso a été ainsi créée. Hanseong Sabeomhakgyo, une école d'éducation (créée en 1895), et Euihakgyo (1899), une école de médecine, sont aussi considérées comme l'origine de plusieurs des collèges de l'université nationale de Séoul.
En 1924, l'université impériale de Keijō (Keijō teikoku daigaku, 京城帝国大学) a été fondée en 1924 lors de la colonisation japonaise. À la fin de la Seconde Guerre mondiale en 1945, l'université a changé de nom pour université de Gyeongseong (Gyeongseong Daehak, 경성대학, 京城大學). 
L'université nationale de Séoul a été fondée le 22 août 1946 sur les bases de l'université de Gyeongseong et neuf autres institutions. 
Les collèges qui l'ont formée sont:
- Université de Gyeongseong (Gyeongseong Daehakgyo, 경성대학교)
- Collège de droit de Gyeongseong (Gyeongseong Beophak Jeonmunhakgyo, 경성법학전문학교)
- Collège industrielle de Gyeongseong (Gyeongseong Gongeop Jeonmunhakgyo, 경성공업전문학교)
- Collège minière de Gyeongseong (Gyeongseong Gwangsan Jeonmunhakgyo, 경성광산전문학교)
- Collège de médecine de Gyeongseong (Gyeongseong Euihak Jeonmunhakgyo, 경성의학전문학교)
- Collège d'agriculture de Suwon (Suwon Nongnim Jeonmunhakgyo, 수원농림전문학교)
- Collège d'économie de Gyeongseong (Gyeongseong Gyeongje Jeonmunhakgyo, 경성경제전문학교)
- Collège d'odontologie de Gyeongseong (Gyeongseong Chigwa Euihak Jeonmunhakgyo, 경성치과의학전문학교)
- Collège d'éducation de Gyeongseong (Gyeongseong Sabeomhakgyo, 경성사범학교)
- Collège d'éducation pour femmes de Gyeongseong (Gyeongseong Yeoja Sabeomhakgyo, 경성여자사범학교)

## Réputation
L'université nationale de Séoul fait partie du « SKY », un acronyme représentant les trois meilleures universités de Corée du Sud, les deux autres étant Korea University et l'université Yonsei. Être diplômé d'un de ces trois établissements assure un grand succès au sein de la société coréenne.

## Composantes

### Faculté de premier cycle
| - Faculté de sciences humaines - Faculté de sciences sociales - Faculté de commerce et d'administration des entreprises - Faculté d'écologie humaine - Faculté de sciences de la nature - Faculté d'agriculture - Faculté de sciences vétérinaires - Faculté de pharmacologie | - Faculté de médecine - Faculté de soin infirmier - Faculté d'ingénierie - Faculté de pédagogie - Faculté des beaux-arts - Faculté de musique - Faculté des arts libéraux |

### Faculté de cycle supérieur
| - Graduate School - Graduate School of Business (École de commerce) - Graduate School of Convergence Science & Technology - Graduate School of Dentistry (École d'odontologie) - Graduate School of Environmental Studies | - Graduate School of International Studies - Graduate School of Public Administration (École d'administration publique) - Graduate School of Public Health (École de santé publique) - School of Law (École de droit) - School of Medicine (École de médecine) |

### Documentation
- Kyujanggak, l'institut Kyujanggak d'étude coréennes, sert de dépôt aux enregistrement historiques coréens, et de centre de recherche et publication d'un journal annuel nommé « Kyujanggak »

#### Musées

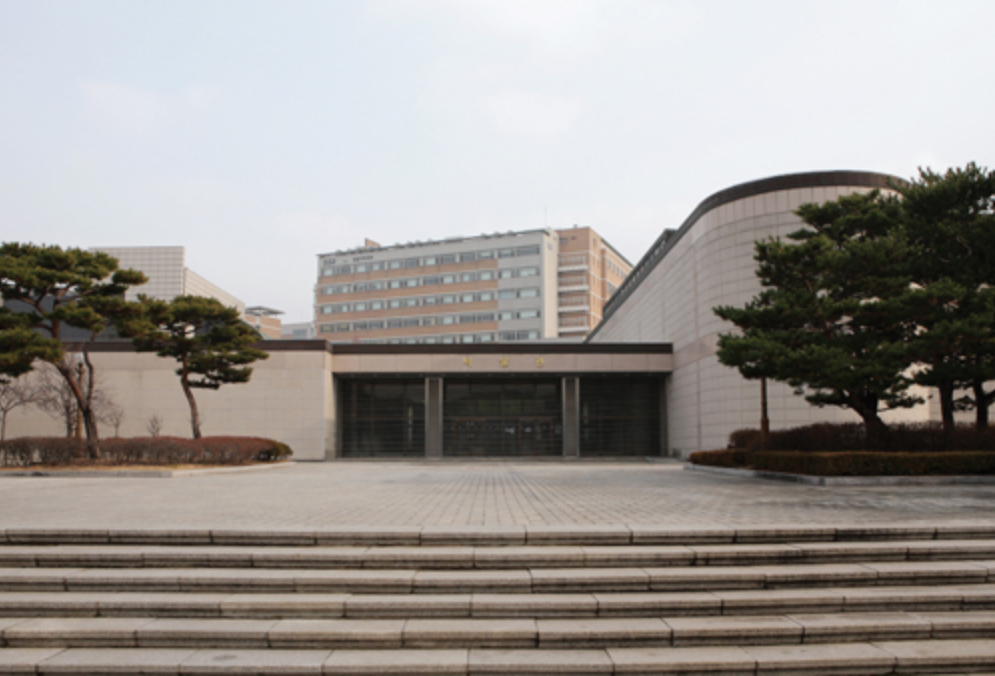
Entrée principale du Seoul National University Museum

- L'ancien musée : Seoul National University Museum (site Internet en coréen)[4] situé aux environs du centre du campus. Ses collections d'histoire et d'art ancien, conservent, dans une salle du rez-de-chaussée des exemples significatifs de la Préhistoire de la Corée jusqu'à l'époque de Silla, et, lui faisant face, une autre salle, consacrée à une très riche collection de peintures anciennes, qui sont présentées par rotation. L'étage se répartit la céramique coréenne, la calligraphie, le mobilier, les arts décoratifs et appliqués (les bijoux, les miroirs de bronze, entre autres) et les arts populaires (le chamanisme, entre autres).

- Le MoA, Musée d'art de l'Université nationale de Séoul : situé près de l'entrée principale, ce geste architectural spectaculaire se remarque de loin. Il a été dessiné par Rem Koolhaas, de l'agence OMA, et inauguré en 2006. Ses collections d'art moderne (du XXe siècle) et contemporains coréen sont parmi les plus importantes de Séoul dans leur domaine. Le site Internet du musée est en partie bilingue. Les évènements artistiques et les expositions temporaires attirent de nombreux visiteurs.

## Scientométrie

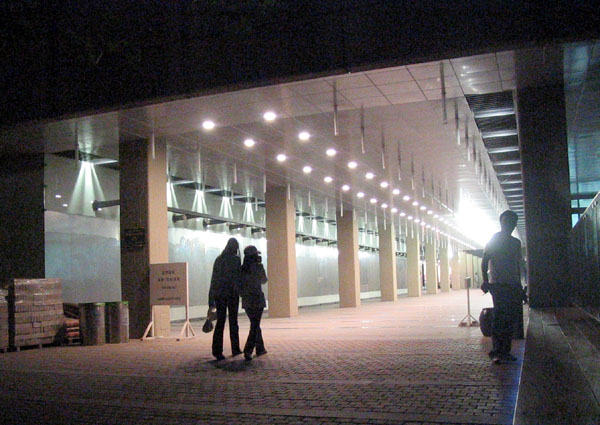
La bibliothèque centrale

En 2009, l'université nationale de Séoul a été classée no 5 mondiale dans le classement de l'École des mines de Paris (comptabilisant le nombre d'anciens élèves PDG d'une entreprise du Fortune 500)[réf. nécessaire].
Les palmarès universitaires de le classement mondial des universités QS, le classement de Shanghai et leTimes Higher Education World University Rankings:
| Année | QS  | Shanghai  | THE  |
| ----- | --- | --------- | ---- |
| 2011  | 42. | 102.-150. | 109. |
| 2012  | 37. | 101.-150. | 124. |
| 2013  | 35. | 101.-150. | 59.  |
| 2014  |     |           | 44.  |

## Personnalités liées

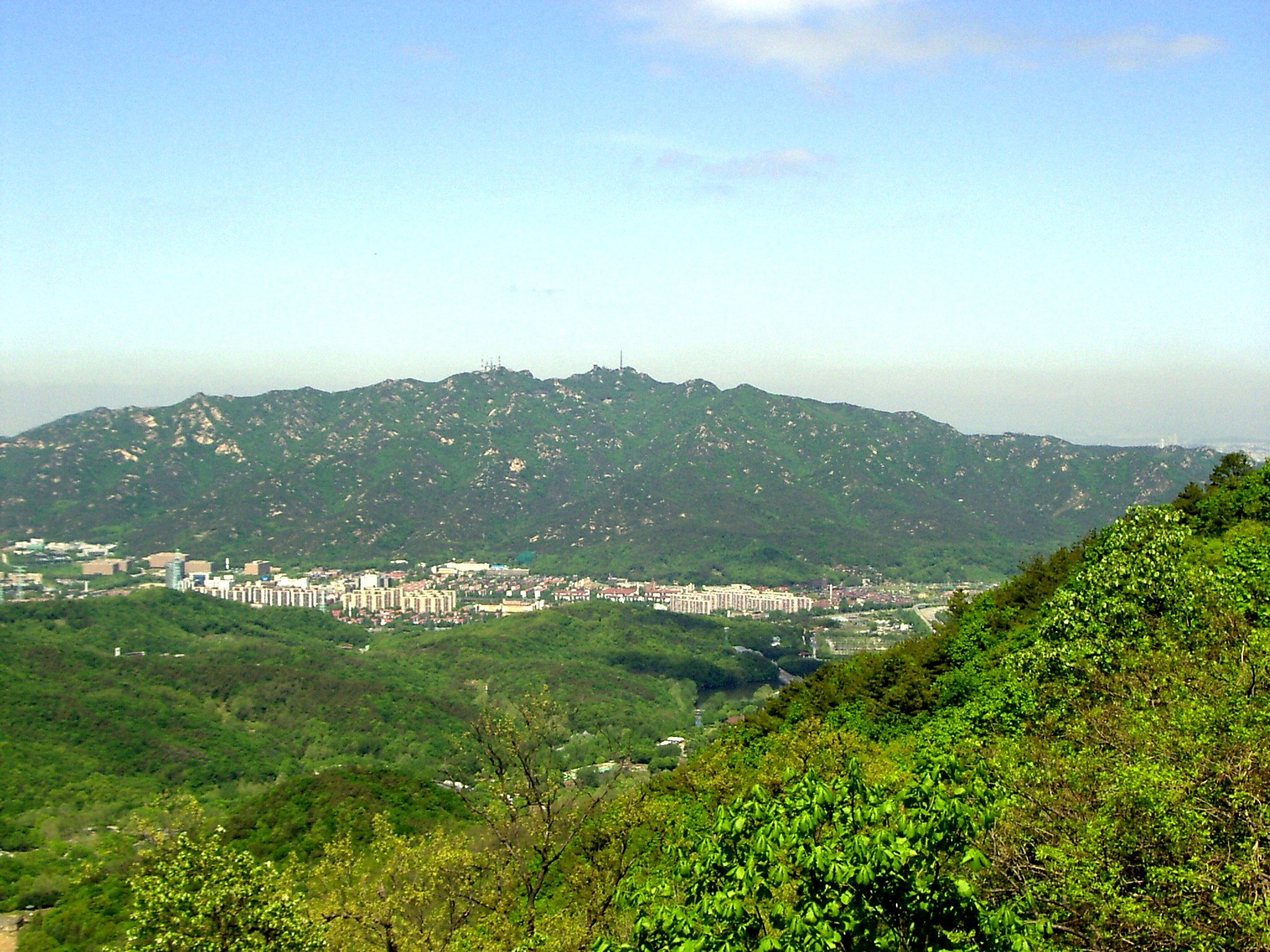
Le Mont Gwanak avec une altitude de 632 mètres, qui entoure l'université nationale de Séoul

### Étudiants
- Ban Ki-moon, 8e secrétaire général de l'ONU
- Kim Young-sam, 7e président de la République de Corée
- Lee Jong-wook, directeur général de l'OMS de 2003 à 2006
- Park Wansuh, auteure
- Sumi Jo, soprano
- Ahn In-Young, scientifique
- Yangji Lee, prix Akutagawa 1988
- Yi Mun-yol, auteur
- Yu Myeong-Hee, microbiologiste
- Kwon In-suk, syndicaliste et universitaire

- Najmun Nahar (1979-), exploratrice-aventurière suédoise d'origine bangladaise

### Enseignants
- Paul Crutzen, météorologue, prix Nobel de chimie 1995
- Han Seung-soo, économiste, 56e président de l'Assemblée générale de l'ONU
- Heisuke Hironaka, mathématicien, médaille Fields 1970
- Ko Un, poète
- Thomas Sargent, macroéconomiste, prix Nobel d'économie 2011
- Yoo An-jin, poète, critique et professeure sud-coréenne
- Lee Eun-sang (1903-1982), poète et historien sud-coréen